# Kafia Kingi
Kafia Kingi (arabisch كافيا كنجي, DMG Kāfiyā Kinǧī) ist eine kleine Stadt im südsudanesischen Bundesstaat Western Bahr el Ghazal bzw. im sudanesischen Bundesstaat Dschanub Darfur. Die Stadt liegt in einer mineralreichen Region, welche zwischen dem Sudan und dem Südsudan umstritten ist. Sie sollte nach dem Naivasha-Abkommen dem Südsudan zugewiesen werden, wird aber heute vom Sudan kontrolliert.

## Lage
Die Stadt liegt im Nordwesten Südsudans, rund 1000 km von Khartum und rund 300 km von Nyala entfernt, in einem umstrittenen Gebiet in der Regionen Western Bahr el Ghazal.

## Bevölkerung
Im Jahr 1931 wies der Ort 2145 steuerzahlende Haushalte auf. Um 2010 wurde geschätzt, dass die Bevölkerung etwa 5.000 bis 15.000 Personen umfasst.

## Geschichte
Die Stadt wurde als Handelsplatz im 18. Jahrhundert von den Jallaba (reisende arabische Händler aus dem Norden Sudans) gegründet und diente dem Erwerb von Elfenbein und Sklaven im Tausch gegen Perlen.
Zwischen 1904 und 1905 wurde durch Major D.C.E. Comyn ein Militärposten in Kafia Kingi eingerichtet und der Ort somit der Administration des Anglo-Ägyptischen Sudans eingegliedert.
Im Jahr 1912 scheiterte ein Angriff von Rebellen der Kreish unter Murad Ibrahim und Andel Abdullahi auf Kafia Kingi. Ziel war die Vernichtung der verfeindeten Binga und Regierungstruppen.

## Wirtschaft
Aufgrund der Lage an den Handelsrouten zwischen Wadai, Darfur, Kurdufan und der Chari-Region zog die Stadt im 19. Jahrhundert viele Händler unterschiedlicher Herkunft an und etablierte sich als ein Handelszentrum der Region. Zusätzlich lag der Ort auf der Südroute muslimischer Pilger aus Westafrika, die die Unsicherheiten des Fur-Sultanats unter Ali Dinar umgehen wollten. Als Darfur 1916 von den Briten unterworfen wurde, verlor die Südroute an Attraktivität, da die Nordroute über Darfur ein leichteres Terrain (keine Sümpfe, Dschungel) aufwies. Mit den Pilgern wanderte auch der Handel weiter nach Norden, so dass Kafia Kingi ab 1916 einen wirtschaftlichen Niedergang erlebte.